# Бьевиль-Бёвиль
Бьеви́ль-Бёви́ль (фр. Biéville-Beuville) — коммуна во Франции, находится в регионе Нормандия, департамент Кальвадос, округ Кан, кантон Уистреам. Расположена в 7 км к северо-востоку от Кана.
Население (2018) — 3 476 человек.

## Достопримечательности
- Шато Бьевиль XVIII века
- Церковь Нотр-Дам XII века в романском стиле
- Усадьба Ла-Валле XV-XVI веков
- Особняк Балеруа XVIII века с парком
- Шато Ла-Лонд XVIII века

## Экономика
Структура занятости населения:
- сельское хозяйство — 2,5 %
- промышленность — 3,7 %
- строительство — 6,0 %
- торговля, транспорт и сфера услуг — 57,2 %
- государственные и муниципальные службы — 30,6 %.

Уровень безработицы (2017) — 7,8 % (Франция в целом —  13,4 %, департамент Кальвадос — 12,5 %). 

Среднегодовой доход на 1 человека, евро (2018) — 28 060 (Франция в целом — 21 730, департамент Кальвадос — 21 490).

## Демография
Динамика численности населения, чел.

## Администрация
Пост мэра Бьевиль-Бовиля с 2020 года занимает Кристиан Шовуа (Christian Chauvois). На муниципальных выборах 2020 года возглавляемый им список победил в 1-м туре, получив 50,77 % голосов.
| Период | Период | Фамилия                 | Партия | Примечания |
| ------ | ------ | ----------------------- | ------ | ---------- |
| 1972   | 1977   | Даниэль Брюан           |        |            |
| 1977   | 2005   | Жерар Анго              |        |            |
| 2005   | 2020   | Доминик Вино-Баттистони |        | урбанист   |
| 2020   |        | Кристиан Шовуа          |        | пенсионер  |

## Города-побратимы
- Лимпстоун, Великобритания
- Маргетсхёххайм, Германия

## Галерея

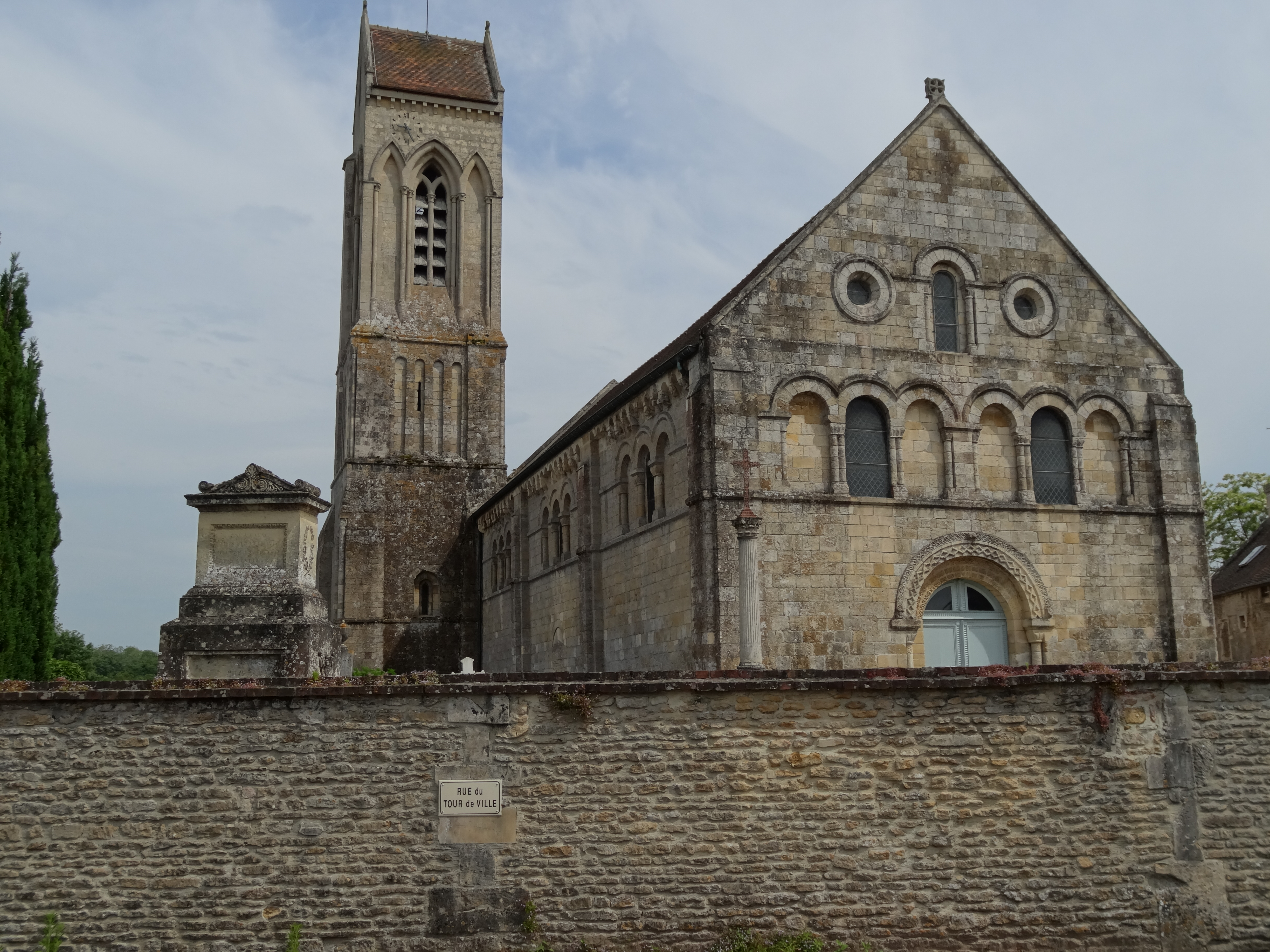
Церковь Нотр-Дам
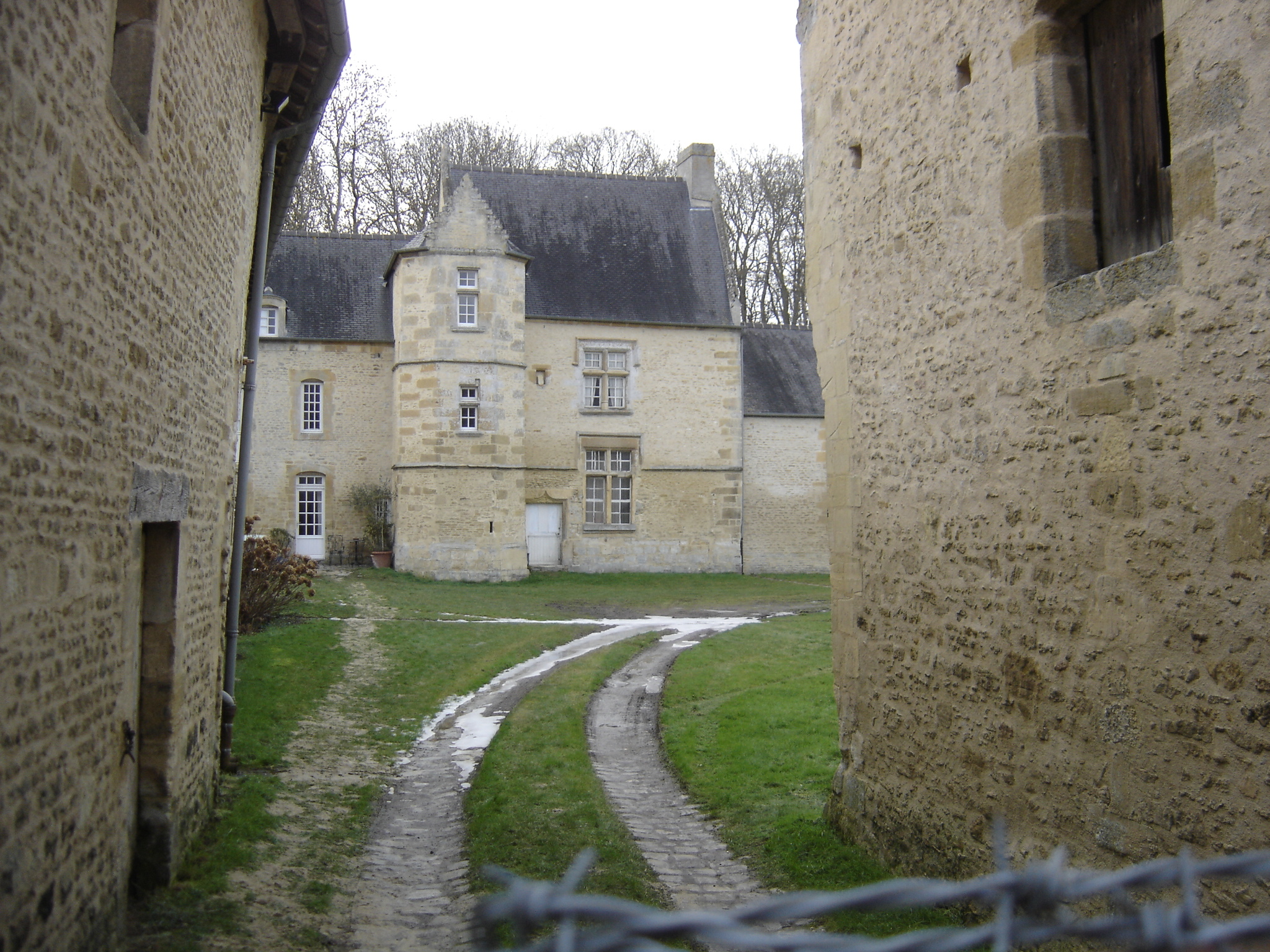
Усадьба Ла-Валле
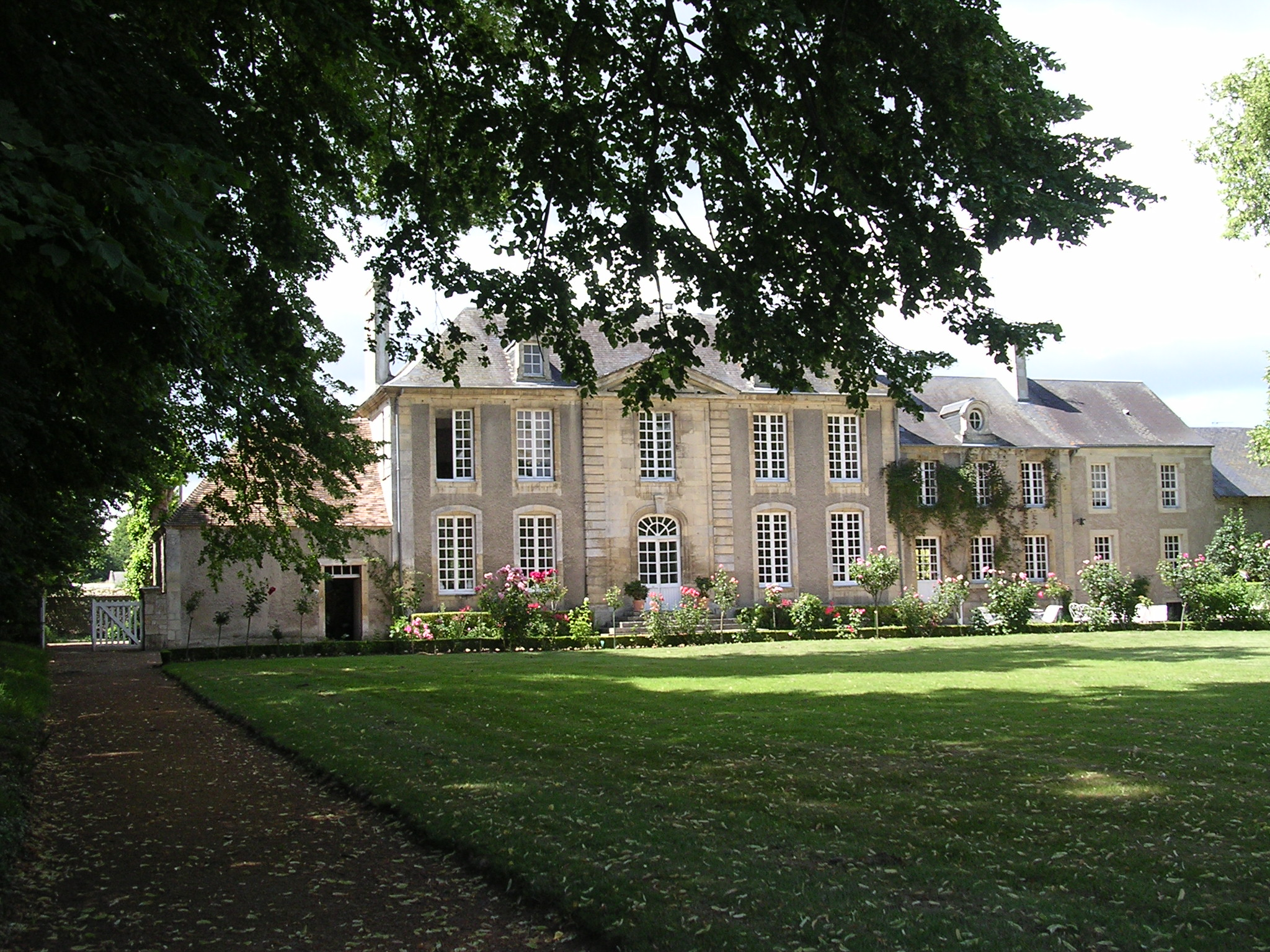
Особняк Балеруа